# Crandon
Crandon é uma cidade localizada no estado norte-americano de Wisconsin, no Condado de Forest.

## Demografia
Segundo o censo norte-americano de 2000, a sua população era de 1961 habitantes.
Em 2006, foi estimada uma população de 1890, um decréscimo de 71 (-3.6%).

## Geografia
De acordo com o United States Census Bureau tem uma área de
16,0 km², dos quais 13,5 km² cobertos por terra e 2,5 km² cobertos por água. Crandon localiza-se a aproximadamente 496 m acima do nível do mar.

## Localidades na vizinhança
O diagrama seguinte representa as localidades num raio de 52 km ao redor de Crandon.